# 딜런 오브라이언
딜런 오브라이언(Dylan O'Brien, 1991년 8월 26일 ~ )은 미국의 배우이자 음악가이다. 그는 MTV의 드라마 시리즈인 TEEN WOLF에서 Stiles Stilinski 역을 맡아 연기했다. 그는 반이상향 SF소설모험 시리즈인 메이즈러너에서 주인공을 맡았고, 그 속편에서도 계속 주인공을 맡는다.더 데스큐어, 2017년 2월 17일에 개봉할 예정이었던 영화는 촬영 중 딜런의 부상으로 인해, 영화제작사인 20th Century Fox는 촬영을 미루게 되었고 결국 2018년 1월 12일에 개봉하기로 결정했다.

## 어린 시절
딜런 오브라이언은 뉴욕에서 배우인 Lisa와 촬영기사인 Patrick O’Brien 사이에서 태어났다. 그는 Springfield Township, New Jersey에서 12살(Hermosa Beach, California에서 살기전 까지) 전까지 살았다. 딜런의 아버지 아일랜드계 혈통이고, 어머니는 이탈리아, 영국, 스페인계 혈통이다. 딜런은 Mira Costa High School에서 2009년에 졸업한후 스포츠 중계 혹은 자신이 좋아하는 야구팀인 Mets를 위해 일하려고 생각하고 있었다. 14살에는 유튜브 채널에 본인의 영상을 올리기 시작했다. 유튜브의 영상을 본 지역 pd와 감독이 접근해 고등학교 졸업반때 그녀의 웹드라마에 출연해보는게 어떻냐고 제안했다(그 드라마에서 일할 때 알게 된 배우로 인해 매니저와 연락하게 되었다). 딜런은 원래 Syracuse University에 입학해 스포츠 중계를 하려고 했지만 연기를 하기로 마음을 바꾸었다.

## 출연 작품

### 영화
- 2013년 인턴십
- 2014년 메이즈 러너 - 주연 토마스 역
- 2015년 메이즈 러너: 스코치 트라이얼 - 주연 토마스 역
- 2016년 딥워터 호라이즌
- 2017년 어쌔신: 더 비기닝 - 미치 랩 역
- 2018년 메이즈 러너: 데스 큐어 - 주연 토마스 역
- 2018년 범블비 - 범블비 역
- 2019년 디 에듀케이션 오브 프레데릭 핏젤 - 프레드 역
- 2020년 러브 앤 몬스터스
- 2021년 인피니트
- 2022년 낫 오케이

### 드라마
- 2011년 틴 울프